# Никарагва на Светском првенству у атлетици на отвореном 2013.
Никарагва је учествовала на Светском првенству у атлетици на отвореном 2013. одржаном у Москви од 10. до 18. августа а представљао га је један такмичар који се такмичио у трци на 400 метара.
На овом првенству Никарагва није освојила ниједну медаљу, нити је постигнут неки рекорд.

## Резултати

### Мушкарци
| Атлетичар      | Дисциплина | Лични рекорд | Квалификације    | Квалификације    | Полуфинале       | Полуфинале       | Финале           | Финале           | Детаљи |
| Атлетичар      | Дисциплина | Лични рекорд | Резултат         | Место            | Резултат         | Место            | Резултат         | Место            | Детаљи |
| -------------- | ---------- | ------------ | ---------------- | ---------------- | ---------------- | ---------------- | ---------------- | ---------------- | ------ |
| Данијел Алеман | 400 м      |              | ДИСК., чл. 163,3 | ДИСК., чл. 163,3 | ДИСК., чл. 163,3 | ДИСК., чл. 163,3 | ДИСК., чл. 163,3 | ДИСК., чл. 163,3 |        |